# Яремівщина
Яре́мівщина — село в Україні, у Заводській міській громаді Миргородського району Полтавської області. Населення становить 262 осіб. Колишній орган місцевого самоврядування — Пісківська сільська рада.

## Географія
Село Яремівщина знаходиться неподалік від витоків річки Буйлів Яр. По селу протікає пересихаючий струмок з загатою. Поруч проходить залізниця, зупинний пункт Платформа 9 км.

## Історія
- 1606 — дата заснування.
- 2007 — змінений статус з селища на село.

## Постаті
- Сагайдачний Олег Володимирович (1975—2023) — старший солдат Збройних сил України, учасник російсько-української війни.